# Allium loratum
Allium loratum — вид рослин з родини амарилісових (Amaryllidaceae); поширений в Афганістані й північно-західній Індії.

## Поширення
Поширення: Афганістан, північно-західна Індія.